# Uršue
Uršue Iškalli war eine hurritische Göttin, die zum Kreis der Ḫebat gehört. Das Felsrelief 57 mit der Inschrift  (DEUS) u+ra/i-su im hethitischen Heiligtum Yazılıkaya stellt diese Göttin dar.
Nur wenig kann über Uršue gesagt werden. Sie wird im hurritischen Ritual der Alten Götter „Zeugin der weiblichen Göttinnen“ genannt, während Išḫašḫarna der Zeuge der männlichen Götter ist. Ihr Name stammt aus dem Akkadischen und kann als „Großer Tempel (akk. ešgallu) der Stadt Uršu (eventuell bei Gaziantep)“ gedeutet werden. Wie und wann daraus die hurritische Göttin entstanden ist, bleibt unklar.